# Malasia en los Juegos Olímpicos de Barcelona 1992
Malasia estuvo representada en los Juegos Olímpicos de Barcelona 1992 por un total de 26 deportistas masculinos que compitieron en 6 deportes.
El portador de la bandera en la ceremonia de apertura fue el jugador de bádminton Razif Sidek.

## Medallistas
El equipo olímpico malasio obtuvo las siguientes medallas:
| Nombre                   | Deporte   | Competición |
| ------------------------ | --------- | ----------- |
| Oro                      |           |             |
| —                        |           |             |
| Plata                    |           |             |
| —                        |           |             |
| Bronce                   |           |             |
| Jalani Sidek Razif Sidek | Bádminton | Dobles M    |